# Ruben Bemelmans
Ruben Bemelmans, né le 14 janvier 1988 à Genk, est un joueur de tennis belge, professionnel de 2005 à 2022.
Il est gaucher et possède un revers à deux mains. Ses surfaces de prédilection sont le dur et le gazon.

## Biographie
Ruben commence à jouer au tennis à l'âge de 4 ans. À 13 ans, il entre dans l'école de tennis de l'association flamande à Wilrijk. Il est devenu joueur professionnel à l'âge de 18 ans. Hors des courts, Ruben joue au golf, regarde des dvd. Il aime les cuisines italienne et belge.

## Carrière
Il atteint pour la première fois la finale d'un tournoi Challenger à Aix-la-Chapelle en octobre 2008 et remporte son premier titre en février 2009 à Wolfsbourg.
En septembre 2010, il gagne son premier match dans le tableau final d'un tournoi de l'ATP World Tour en battant Frederik Nielsen au tournoi de Bangkok. Il s'incline au tour suivant face au numéro 1 mondial, Rafael Nadal. En novembre, il remporte le tournoi Challenger d'Aix-la-Chapelle en double avec Igor Sijsling.
En janvier 2011, il participe à la Hopman Cup, associé à Justine Henin. Ils accèdent à la finale grâce au forfait de la paire serbe composée de Novak Djokovic et Ana Ivanović (qu'ils ont tout de même battue en match de poule). Ils y rencontrent les Américains John Isner et Bethanie Mattek-Sands contre qui ils s'inclinent par 2 défaites à 1 victoire. En février il remporte à nouveau le tournoi Challenger de Wolfsbourg. En juin, il se qualifie pour la première fois pour la phase finale d'un Grand Chelem à Wimbledon mais s'incline au premier tour face à Julien Benneteau en 5 sets (3-6, 4-6, 6-3, 6-4, 1-6).
En juillet 2012, il remporte son premier tournoi ATP en double au tournoi de Los Angeles, associé à son compatriote Xavier Malisse. Ils ont battu pour cela les premières têtes de série Santiago González et Scott Lipsky en quarts de finale et Jamie Delgado et Ken Skupski en finale. La semaine suivante, il remporte le tournoi Challenger de Vancouver en double avec Maxime Authom.
En octobre 2013, il réalise l'exploit de battre Philipp Kohlschreiber, 24e mondial, au second tour de l'Open de Vienne en 3 sets (4-6, 6-1, 7-60). Il accède pour la première fois à un 1/4 de finale en simple mais s'y incline face à Lukáš Rosol.
En 2014, il joue principalement sur le circuit Challenger. En août il remporte le tournoi en double d'Aptos. Fin octobre, il remporte le tournoi d'Eckental en simple et en double.
En 2015, il atteint la finale en simple du tournoi Challenger de Glasgow et remporte celui de Le Gosier. En double, il remporte les tournois de Mons et d'Eckental avec Philipp Petzschner. À l'US Open, il atteint pour la première fois le 3e tour d'un tournoi du Grand Chelem en battant Gilles Müller et le 28e mondial Jack Sock. Il participe également à la Coupe Davis et atteint avec l'équipe belge la finale de la compétition où il joue et perd le premier match de simple contre Andy Murray.
En 2016, il atteint pour la seconde fois de sa carrière les quarts de finale d'un tournoi ATP à Montpellier en battant notamment le 33e mondial João Sousa au premier tour.
En 2017, il atteint les demi-finales du tournoi d'Anvers après avoir battu le 20e mondial Nick Kyrgios au second tour et João Sousa en quarts.
En 2018, à l'Open d'Australie, après s'être qualifié pour le tableau principal, il bat le 18e mondial Lucas Pouille au premier tour (6-4, 6-4, 64-7, 7-66). À Roland-Garros, il est battu au troisième tour des qualifications par Thomaz Bellucci mais est repêché dans le tableau principal. Il bat au premier tour Yuki Bhambri puis est battu par Jürgen Zopp (6-4, 6-4, 3-6, 4-6, 4-6).
En 2019, il se qualifie pour la sixième fois pour le tableau final du tournoi de Wimbledon, devenant le premier joueur de l'ère Open à sortir autant de fois des qualifications lors du tournoi du Grand Chelem londonien. Il affronte au premier tour Stanislas Wawrinka contre qui il s'incline en trois sets.

Ruben Bemelmans lors de Roland-Garros 2018
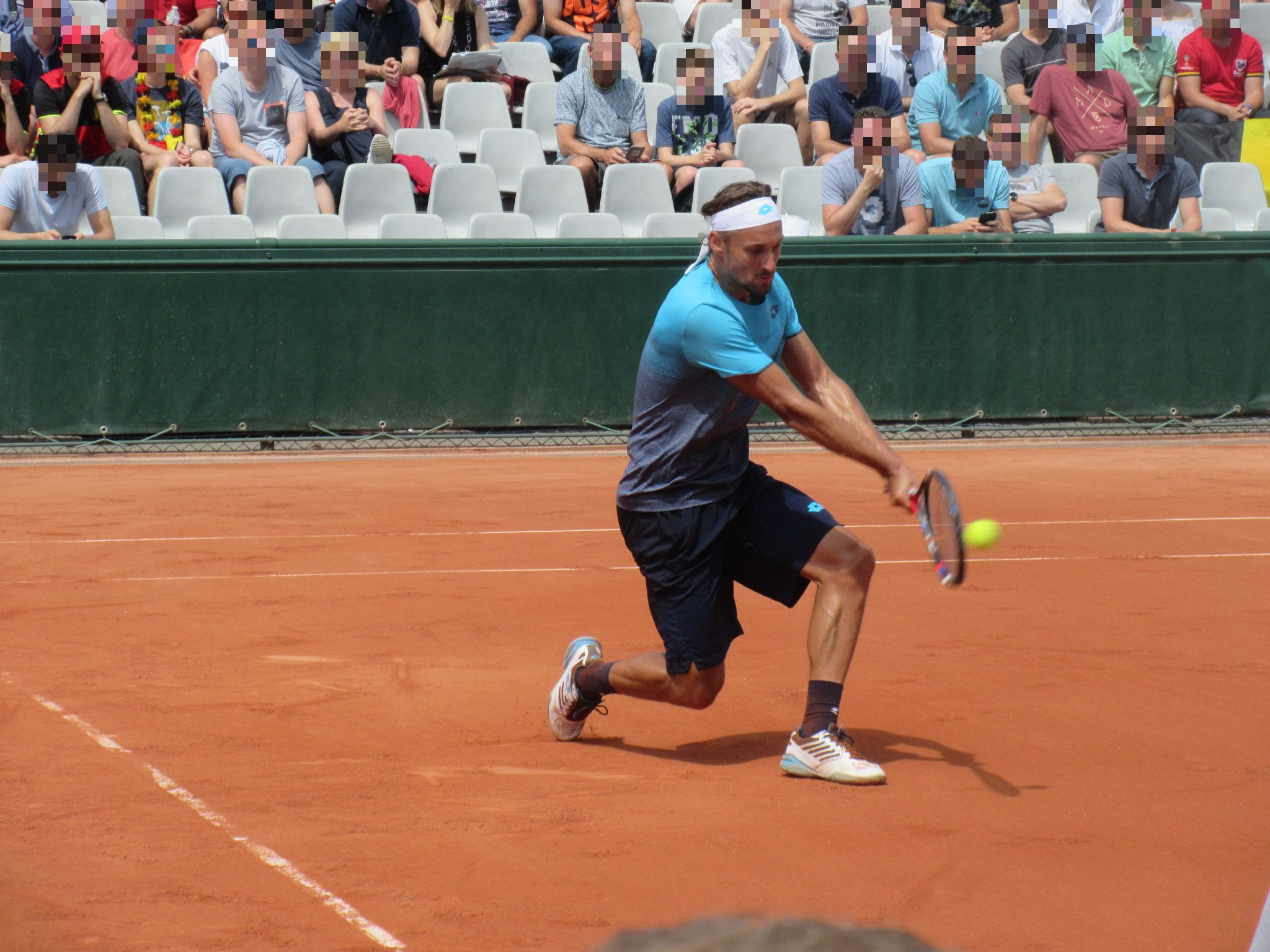
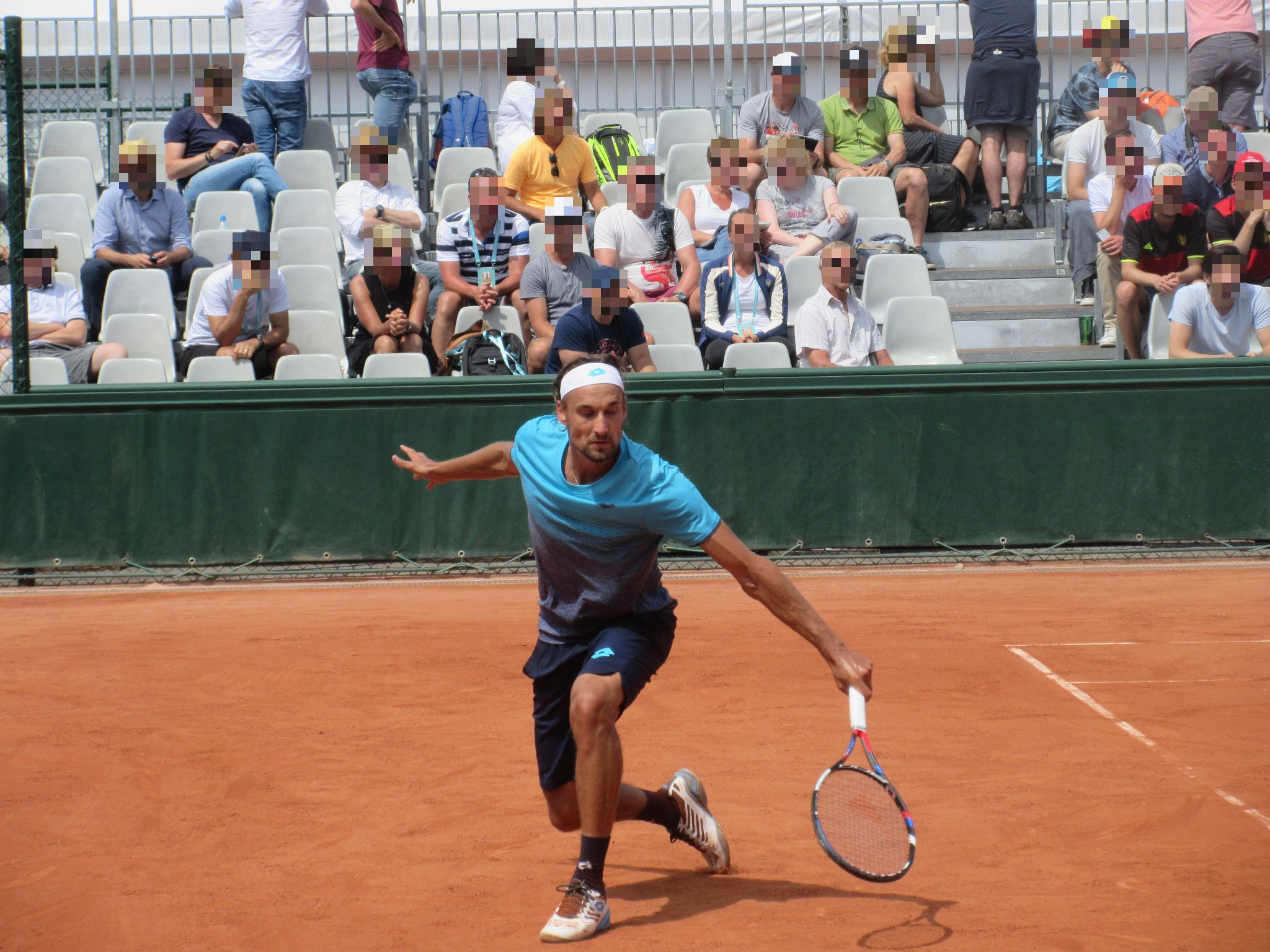
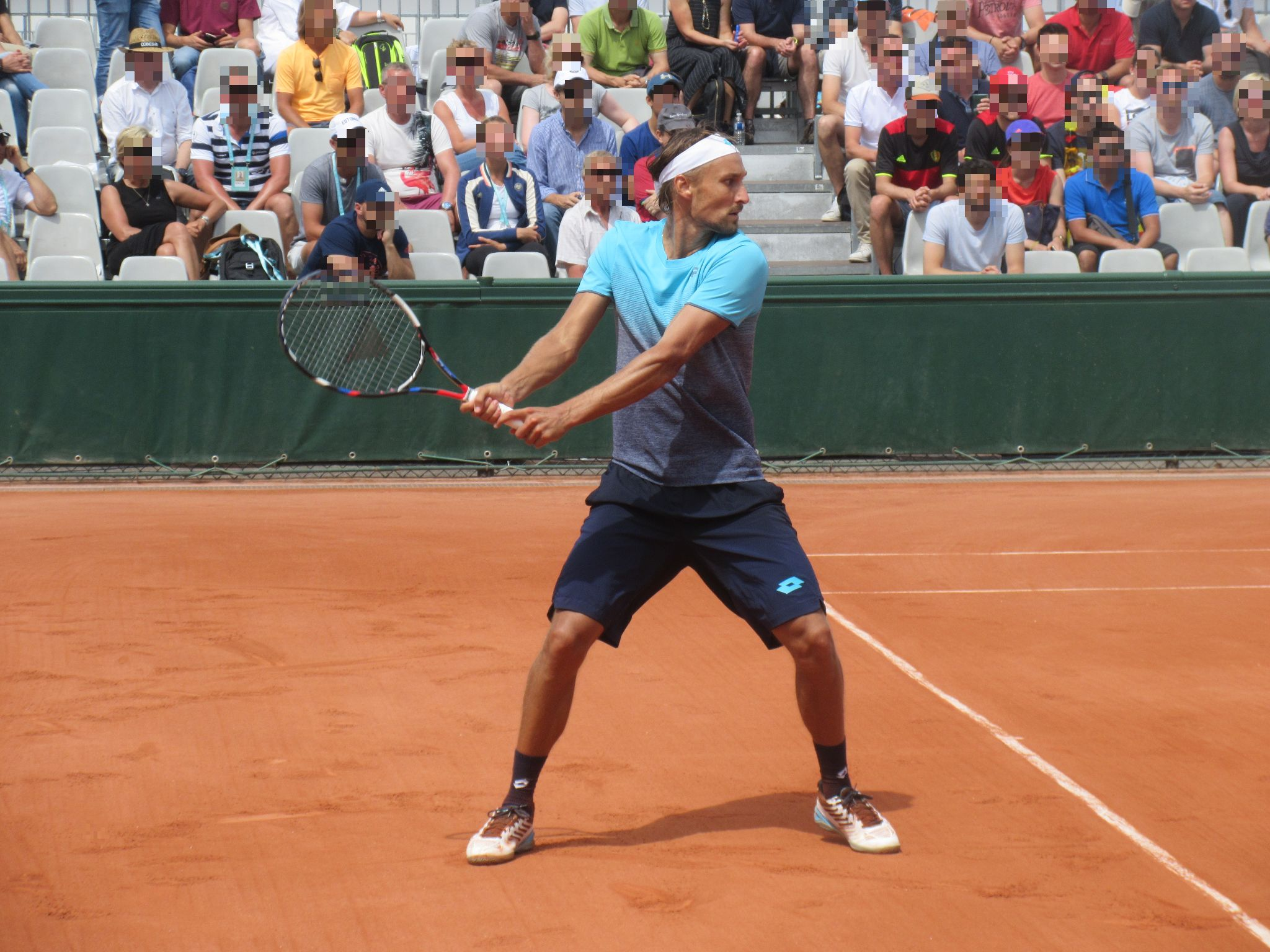

## Palmarès

### Titre en double messieurs
| No | Date       | Nom et lieu du tournoi      | Catégorie | Surface    | Partenaire     | Finalistes                | Score             |          |
| -- | ---------- | --------------------------- | --------- | ---------- | -------------- | ------------------------- | ----------------- | -------- |
| 1  | 23/07/2012 | Farmers Classic Los Angeles | ATP 250   | Dur (ext.) | Xavier Malisse | Jamie Delgado Ken Skupski | 7-65, 4-6, [10-7] | Parcours |

### Finale en double mixte
|   | Date       | Nom et lieu du tournoi | Cat. | ($)           | Surface    | Vainqueurs                 | Partenaire    | Score        |          |
| 1 | 01/01/2011 | Coupe Hopman Perth     | ITF  | 1 000 000 AU$ | Dur (int.) | B. Mattek-Sands John Isner | Justine Henin | 2 matchs à 1 | Parcours |

## Parcours dans les tournois duGrand Chelem

### En simple
| Année | Open d'Australie | Open d'Australie  | Internationaux de France | Internationaux de France | Wimbledon       | Wimbledon        | US Open         | US Open       |
| ----- | ---------------- | ----------------- | ------------------------ | ------------------------ | --------------- | ---------------- | --------------- | ------------- |
| 2011  | —                | —                 | —                        | —                        | 1er tour (1/64) | Julien Benneteau | —               | —             |
| 2012  | —                | —                 | —                        | —                        | 2e tour (1/32)  | Richard Gasquet  | —               | —             |
| 2013  | 1er tour (1/64)  | É. Roger-Vasselin | —                        | —                        | —               | —                | —               | —             |
| 2014  | —                | —                 | —                        | —                        | —               | —                | —               | —             |
| 2015  | 1er tour (1/64)  | Ivo Karlović      | 1er tour (1/64)          | Benjamin Becker          | 1er tour (1/64) | R. Bautista-Agut | 3e tour (1/16)  | S. Wawrinka   |
| 2016  | —                | —                 | —                        | —                        | 1er tour (1/64) | Thomaz Bellucci  | —               | —             |
| 2017  | —                | —                 | —                        | —                        | 3e tour (1/16)  | Kevin Anderson   | 1er tour (1/64) | Lucas Pouille |
| 2018  | 2e tour (1/32)   | N. Basilashvili   | 2e tour (1/32)           | Jürgen Zopp              | 2e tour (1/32)  | John Isner       | 1er tour (1/64) | Jaume Munar   |
| 2019  | —                | —                 | —                        | —                        | 1er tour (1/64) | S. Wawrinka      | —               | —             |

N.B. : à droite du résultat se trouve le nom de l'ultime adversaire.

## Parcours dans lesMasters 1000
| Année | Indian Wells          | Miami                | Monte-Carlo | Madrid | Rome | Canada | Cincinnati | Shanghai | Paris |
| ----- | --------------------- | -------------------- | ----------- | ------ | ---- | ------ | ---------- | -------- | ----- |
| 2012  | 1er tour M. Matosevic | —                    | —           | —      | —    | —      | —          | —        | —     |
| 2015  | —                     | 1er tour Juan Mónaco | —           | —      | —    | —      | —          | —        | —     |
| 2018  | 2e tour L. Mayer      | —                    | —           | —      | —    | —      | —          | —        | —     |

N.B. : sous le résultat se trouve le nom de l’ultime adversaire.

## Parcours enCoupe Davis
| #                                                                     | Date             | Lieu              | Surface            | Gagnant(s)                            | Perdant(s)                         | Score                     |          |
|                                                                       |                  |                   |                    |                                       |                                    |                           |          |
| 2008 - 1er tour (groupe mondial) - République tchèque - Belgique 3:2  |                  |                   |                    |                                       |                                    |                           |          |
| 1                                                                     | 8-10/02/2008     | Ostrava           | Synthétique (int.) | Ruben Bemelmans                       | Pavel Vízner                       | 64-7, 7-5, 2-2 ab.        | Parcours |
|                                                                       |                  |                   |                    |                                       |                                    |                           |          |
| 2010 - play-off (groupe mondial) - Australie - Belgique 2:3           |                  |                   |                    |                                       |                                    |                           |          |
| 2                                                                     | 17-19/09/2010    | Cairns            | Dur (ext.)         | Lleyton Hewitt                        | Ruben Bemelmans                    | 7-64, 7-5, 2-6, 6-4       | Parcours |
| 2                                                                     | 17-19/09/2010    | Cairns            | Dur (ext.)         | Paul Hanley Lleyton Hewitt            | Ruben Bemelmans Olivier Rochus     | 6-1, 6-2, 6-4             | Parcours |
|                                                                       |                  |                   |                    |                                       |                                    |                           |          |
| 2011 - 1er tour (groupe mondial) - Belgique - Espagne 1:4             |                  |                   |                    |                                       |                                    |                           |          |
| 3                                                                     | 4-6/03/2011      | Charleroi         | Dur (int.)         | Rafael Nadal                          | Ruben Bemelmans                    | 6-2, 6-4, 6-2             | Parcours |
|                                                                       |                  |                   |                    |                                       |                                    |                           |          |
| 2011 - play-off (groupe mondial) - Belgique - Autriche 1:4            |                  |                   |                    |                                       |                                    |                           |          |
| 4                                                                     | 16-18/09/2011    | Anvers            | Dur (int.)         | Alexander Peya                        | Ruben Bemelmans                    | 6-4, 6-3                  | Parcours |
|                                                                       |                  |                   |                    |                                       |                                    |                           |          |
| 2012 - 1/4 de finale (GI Europe/Afrique) - Royaume-Uni - Belgique 1:4 |                  |                   |                    |                                       |                                    |                           |          |
| 5                                                                     | 6-8/04/2012      | Glasgow           | Dur (int.)         | Colin Fleming Ross Hutchins           | Ruben Bemelmans' David Goffin      | 4-6, 7-5, 6-3, 6-4        | Parcours |
| 5                                                                     | 6-8/04/2012      | Glasgow           | Dur (int.)         | Ruben Bemelmans                       | Daniel Evans                       | 6-4, 6-4                  | Parcours |
|                                                                       |                  |                   |                    |                                       |                                    |                           |          |
| 2012 - play-off (groupe mondial) - Belgique - Suède 5:0               |                  |                   |                    |                                       |                                    |                           |          |
| 6                                                                     | 14-16/09/2012    | Bruxelles         | Terre (ext.)       | Ruben Bemelmans Olivier Rochus        | Johan Brunström Michael Ryderstedt | 6-4, 4-6, 6-3, 6-2        | Parcours |
|                                                                       |                  |                   |                    |                                       |                                    |                           |          |
| 2013 - 1er tour (groupe mondial) - Belgique - Serbie 2:3              |                  |                   |                    |                                       |                                    |                           |          |
| 7                                                                     | 1-3/02/2013      | Charleroi         | Terre (int.)       | Viktor Troicki Nenad Zimonjić         | Ruben Bemelmans Steve Darcis       | 6-4, 6-4, 5-7, 6-4        | Parcours |
|                                                                       |                  |                   |                    |                                       |                                    |                           |          |
| 2013 - play-off (groupe mondial) - Belgique - Israël 3:2              |                  |                   |                    |                                       |                                    |                           |          |
| 8                                                                     | 12-15/09/2013    | Anvers            | Terre (int.)       | Amir Weintraub                        | Ruben Bemelmans                    | 6-3, 2-6, 62-7, 7-64, 6-4 | Parcours |
| 8                                                                     | 12-15/09/2013    | Anvers            | Terre (int.)       | Ruben Bemelmans                       | Dudi Sela                          | 7-5, 3-6, 6-0, 6-4        | Parcours |
|                                                                       |                  |                   |                    |                                       |                                    |                           |          |
| 2014 - 1er tour (groupe mondial) - Kazakhstan - Belgique 3:2          |                  |                   |                    |                                       |                                    |                           |          |
| 9                                                                     | 31/01-02/02/2014 | Astana            | Dur (int.)         | Mikhail Kukushkin                     | Ruben Bemelmans                    | 6-4, 63-7, 6-2, 6-3       | Parcours |
| 9                                                                     | 31/01-02/02/2014 | Astana            | Dur (int.)         | Ruben Bemelmans Olivier Rochus        | Evgeny Korolev Mikhail Kukushkin   | 6-2, 64-7, 6-3, 7-64      | Parcours |
| 9                                                                     | 31/01-02/02/2014 | Astana            | Dur (int.)         | Andrey Golubev                        | Ruben Bemelmans                    | 6-2, 6-3, 6-1             | Parcours |
|                                                                       |                  |                   |                    |                                       |                                    |                           |          |
| 2014 - play-off (groupe mondial) - Ukraine - Belgique 2:3             |                  |                   |                    |                                       |                                    |                           |          |
| 10                                                                    | 12-14/09/2014    | Tallinn           | Dur (int.)         | Ruben Bemelmans Olivier Rochus        | Sergueï Bubka Serhiy Stakhovsky    | 6-2, 6-3, 2-6, 3-6, 6-2   | Parcours |
|                                                                       |                  |                   |                    |                                       |                                    |                           |          |
| 2015 - 1er tour (groupe mondial) - Belgique - Suisse 3:2              |                  |                   |                    |                                       |                                    |                           |          |
| 11                                                                    | 6-8/03/2015      | Liège             | Dur (int.)         | Henri Laaksonen                       | Ruben Bemelmans                    | 1-6, 66-7, 6-4, 6-0, 6-2  | Parcours |
| 11                                                                    | 6-8/03/2015      | Liège             | Dur (int.)         | Ruben Bemelmans Niels Desein          | Adrien Bossel Michael Lammer       | 1-6, 6-3, 6-2, 6-2        | Parcours |
|                                                                       |                  |                   |                    |                                       |                                    |                           |          |
| 2015 - 1/4 de finale (groupe mondial) - Belgique - Canada 5:0         |                  |                   |                    |                                       |                                    |                           |          |
| 12                                                                    | 17-19/07/2015    | Ostende           | Terre (ext.)       | Ruben Bemelmans Kimmer Coppejans      | Daniel Nestor Adil Shamasdin       | 7-5, 3-6, 6-4, 6-3        | Parcours |
|                                                                       |                  |                   |                    |                                       |                                    |                           |          |
| 2015 - 1/2 finale (groupe mondial) - Belgique - Argentine 3:2         |                  |                   |                    |                                       |                                    |                           |          |
| 13                                                                    | 18-20/09/2015    | Bruxelles         | Dur (int.)         | Carlos Berlocq Leonardo Mayer         | Ruben Bemelmans Steve Darcis       | 6-2, 7-62, 5-7, 7-65      | Parcours |
|                                                                       |                  |                   |                    |                                       |                                    |                           |          |
| 2015 - Finale (groupe mondial) - Belgique - Grande-Bretagne 1:3       |                  |                   |                    |                                       |                                    |                           |          |
| 14                                                                    | 27-29/11/2015    | Gand              | Terre (int.)       | Andy Murray                           | Ruben Bemelmans                    | 6-3, 6-2, 7-5             | Parcours |
|                                                                       |                  |                   |                    |                                       |                                    |                           |          |
| 2016 - 1er tour (groupe mondial) - Belgique - Croatie 2:3             |                  |                   |                    |                                       |                                    |                           |          |
| 15                                                                    | 4-6/03/2016      | Liège             | Terre (int.)       | Ivan Dodig Franko Škugor              | Ruben Bemelmans David Goffin       | 7-65, 6-3, 6-1            | Parcours |
|                                                                       |                  |                   |                    |                                       |                                    |                           |          |
| 2016 - play-off (groupe mondial) - Belgique - Brésil 4:0              |                  |                   |                    |                                       |                                    |                           |          |
| 16                                                                    | 16-18/09/2016    | Ostende           | Dur (int.)         | Ruben Bemelmans Joris De Loore        | Marcelo Melo Bruno Soares          | 3-6, 7-65, 4-6, 6-4, 6-4  | Parcours |
|                                                                       |                  |                   |                    |                                       |                                    |                           |          |
| 2017 - 1er tour (groupe mondial) - Allemagne - Belgique 1:4           |                  |                   |                    |                                       |                                    |                           |          |
| 17                                                                    | 3-5/02/2017      | Francfort         | Dur (int.)         | Ruben Bemelmans Joris De Loore        | Alexander Zverev Mischa Zverev     | 6-3, 7-64, 4-6, 4-6, 6-3  | Parcours |
| 17                                                                    | 3-5/02/2017      | Francfort         | Dur (int.)         | Ruben Bemelmans                       | Mischa Zverev                      | 7-5, 6-1                  | Parcours |
|                                                                       |                  |                   |                    |                                       |                                    |                           |          |
| 2017 - 1/4 de finale (groupe mondial) - Belgique - Italie 3:2         |                  |                   |                    |                                       |                                    |                           |          |
| 18                                                                    | 7-9/04/2017      | Charleroi         | Dur (int.)         | Simone Bolelli Andreas Seppi          | Ruben Bemelmans Joris De Loore     | 4-6, 6-3, 6-4, 3-6, 7-66  | Parcours |
|                                                                       |                  |                   |                    |                                       |                                    |                           |          |
| 2017 - 1/2 finale (groupe mondial) - Belgique - Australie 3:2         |                  |                   |                    |                                       |                                    |                           |          |
| 19                                                                    | 15-17/09/2017    | Bruxelles         | Terre (int.)       | John Peers Jordan Thompson            | Ruben Bemelmans Arthur De Greef    | 6-3, 6-4, 6-0             | Parcours |
|                                                                       |                  |                   |                    |                                       |                                    |                           |          |
| 2017 - Finale (groupe mondial) - France - Belgique 3:2                |                  |                   |                    |                                       |                                    |                           |          |
| 20                                                                    | 24-26/11/2017    | Villeneuve-d'Ascq | Dur (int.)         | Richard Gasquet Pierre-Hugues Herbert | Ruben Bemelmans Joris De Loore     | 6-1, 3-6, 7-62, 6-4       | Parcours |
|                                                                       |                  |                   |                    |                                       |                                    |                           |          |
| 2018 - 1er tour (groupe mondial) - Belgique - Hongrie 3:2             |                  |                   |                    |                                       |                                    |                           |          |
| 21                                                                    | 02-04/02/2018    | Liège             | Dur (int.)         | Ruben Bemelmans                       | Márton Fucsovics                   | 6-4, 4-6, 7-65, 6-3       | Parcours |
| 21                                                                    | 02-04/02/2018    | Liège             | Dur (int.)         | Attila Balázs Márton Fucsovics        | Ruben Bemelmans Joris De Loore     | 6-3, 6-4, 62-7, 4-6, 7-5  | Parcours |
|                                                                       |                  |                   |                    |                                       |                                    |                           |          |
| 2018 - 1/4 de finale (groupe mondial) - États-Unis - Belgique 4:0     |                  |                   |                    |                                       |                                    |                           |          |
| 22                                                                    | 06-08/04/2018    | Nashville         | Dur (int.)         | Sam Querrey                           | Ruben Bemelmans                    | 6-1, 7-65, 7-5            | Parcours |
| 22                                                                    | 06-08/04/2018    | Nashville         | Dur (int.)         | Ryan Harrison                         | Ruben Bemelmans                    | 6-3, 6-4                  | Parcours |

## Palmarès en tournois Challenger

### Simple: 6/19
| Résultat  | Date       | Tournoi                                               | Prize Money | Adversaire en finale   | Score           |
| --------- | ---------- | ----------------------------------------------------- | ----------- | ---------------------- | --------------- |
| Finaliste | 27/10/2008 | Lambertz Open, Aix-la-Chapelle                        | 42 500 €    | Evgeny Korolev         | 65-7, 63-7      |
| Victoire  | 23/02/2009 | Volkswagen Challenger, Wolfsbourg                     | 30 000 €    | Stefano Galvani        | 7-65, 3-6, 6-3  |
| Finaliste | 01/11/2010 | Bauer Watertechnology Cup, Eckental                   | 30 000 €    | Igor Sijsling          | 6-3, 2-6, 3-6   |
| Victoire  | 21/02/2011 | Volkswagen Challenger, Wolfsbourg                     | 30 000 €    | Dominik Meffert        | 68-7, 6-4, 6-4  |
| Finaliste | 23/01/2012 | Heilbronn Open, Heilbronn                             | 85 000 €    | Björn Phau             | 7-64, 3-6, 4-6  |
| Finaliste | 07/05/2012 | Status Athens Open, Athènes                           | 42 500 €    | Marinko Matosevic      | 3-6, 4-6        |
| Finaliste | 24/09/2012 | Open d'Orléans, Orléans                               | 106 500 €   | David Goffin           | 4-6, 6-3, 3-6   |
| Finaliste | 10/06/2013 | Aegon Nottingham Challenge, Nottingham                | 64 000 €    | Steve Johnson          | 5-7, 5-7        |
| Finaliste | 28/10/2013 | Bauer Watertechnology Cup, Eckental                   | 30 000 €    | Benjamin Becker        | 6-2, 63-7, 4-6  |
| Victoire  | 27/10/2014 | Bauer Watertechnology Cup, Eckental                   | 35 000 €    | Tim Pütz               | 7-63, 6-3       |
| Finaliste | 02/02/2015 | Aegon GB Pro-Series, Glasgow                          | 42 500 €    | Niels Desein           | 64-7, 6-2, 64-7 |
| Victoire  | 30/03/2015 | Orange Open Guadeloupe , Le Gosier                    | 100 000 €   | Édouard Roger-Vasselin | 7-66, 6-3       |
| Finaliste | 31/10/2016 | Charlottesville Men's Pro Challenger, Charlottesville | 50 000 $    | Reilly Opelka          | 4-6, 6-2, 65-7  |
| Finaliste | 14/11/2016 | JSM Challenger of Champaign–Urbana, Champaign         | 50 000 $    | Henri Laaksonen        | 5-7, 3-6        |
| Victoire  | 17/01/2017 | Koblenz Open , Coblence                               | 43 000 €    | Nils Langer            | 6-4, 3-6, 7-60  |
| Finaliste | 13/03/2017 | Challenger Banque Nationale, Drummondville            | 75 000 $    | Denis Shapovalov       | 3-6, 2-6        |
| Finaliste | 17/07/2017 | The Hague Open, Schéveningue                          | 64 000 €    | Guillermo García-López | 1-6, 7-63, 2-6  |
| Finaliste | 29/10/2018 | Bauer Watertechnology Cup, Eckental                   | 43 000 €    | Antoine Hoang          | 5-7, 3-6        |
| Victoire  | 08/02/2021 | Challenger Cherbourg-La Manche , Cherbourg            | 88 520 €    | Lukáš Rosol            | 6-4, 6-4        |

### Double: 13/22
| Résultat  | Date       | Tournoi                                        | Prize Money | Partenaire               | Adversaires                           | Score             |
| --------- | ---------- | ---------------------------------------------- | ----------- | ------------------------ | ------------------------------------- | ----------------- |
| Finaliste | 07/09/2009 | Trophée des Alpilles, Saint Rémy               | 42 500 €    | Niels Desein             | Jiří Krkoška Lukáš Lacko              | 1-6, 6-3, [3-10]  |
| Finaliste | 04/10/2010 | Ethias Trophy, Mons                            | 106 500 €   | Yannick Mertens          | Filip Polášek Igor Zelenay            | 6-3, 4-6, [5-10]  |
| Victoire  | 08/11/2010 | Lambertz Open, Aix-la-Chapelle                 | 42 500 €    | Igor Sijsling            | Jamie Delgado Jonathan Marray         | 6-4, 3-6, [11-9]  |
| Victoire  | 30/07/2012 | Odlum Brown Vanopen, Vancouver                 | 100 000 $   | Maxime Authom            | John Peers John-Patrick Smith         | 6-4, 6-2          |
| Finaliste | 09/06/2014 | Aegon Nottingham Challenger, Nottingham        | 64 000 €    | Go Soeda                 | Rameez Junaid Michael Venus           | 6-4, 61-7, [6-10] |
| Victoire  | 04/08/2014 | The Comerica Bank Challenger, Aptos            | 100 000 $   | Laurynas Grigelis        | Purav Raja Sanam Singh                | 6-3, 4-6, [11-9]  |
| Victoire  | 27/10/2014 | Bauer Watertechnology Cup, Eckental            | 35 000 €    | Niels Desein             | Andreas Beck Philipp Petzschner       | 6-3, 4-6, [10-8]  |
| Victoire  | 05/10/2015 | Ethias Trophy, Mons                            | 106 500 €   | Philipp Petzschner       | Rameez Junaid Igor Zelenay            | 6-3, 6-1          |
| Victoire  | 02/11/2015 | Bauer Watertechnology Cup, Eckental            | 35 000 €    | Philipp Petzschner       | Ken Skupski Neal Skupski              | 7-5, 6-2          |
| Finaliste | 18/07/2016 | Guzzini Challenger, Recanati                   | 42 500 €    | Adrián Menéndez-Maceiras | Kevin Krawietz Albano Olivetti        | 3-6, 64-7         |
| Finaliste | 07/11/2016 | Knoxville Challenger, Knoxville                | 50 000 $    | Joris De Loore           | Peter Polansky Adil Shamasdin         | 1-6, 3-6          |
| Finaliste | 20/02/2017 | Shimadzu All Japan Indoor Championships, Kyoto | 50 000 $    | Joris De Loore           | Sanchai Ratiwatana Sonchat Ratiwatana | 6-4, 4-6, [7-10]  |
| Finaliste | 26/03/2018 | Open de Guadeloupe, Le Gosier                  | 85 000 €    | Jonathan Eysseric        | Neal Skupski John-Patrick Smith       | 63-7, 4-6         |
| Victoire  | 15/04/2019 | Tunis Open, Tunis                              | 54 160 $    | Tim Pütz                 | Facundo Argüello Guillermo Durán      | 6-3, 6-1          |
| Finaliste | 29/04/2019 | Vitro Seoul Open Challenger, Séoul             | 108 320 $   | Serhiy Stakhovsky        | Max Purcell Luke Saville              | 4-6, 67-7         |
| Victoire  | 16/09/2019 | Murray Trophy, Glasgow                         | 46 600 €    | Daniel Masur             | Jamie Murray John-Patrick Smith       | 4-6, 6-3, [10-8]  |
| Victoire  | 01/02/2021 | Open Quimper Bretagne Occidentale 2, Quimper   | 46 820 €    | Daniel Masur             | Brandon Nakashima Hunter Reese        | 6-2, 6-1          |
| Victoire  | 20/09/2021 | FlowBank Challenger Biel/Bienne, Bienne        | 44 820 €    | Daniel Masur             | Marc-Andrea Hüsler Dominic Stricker   | Forfait           |
| Finaliste | 01/11/2021 | Challenger Eckental, Eckental                  | 44 820 €    | Daniel Masur             | Roman Jebavý Jonny O'Mara             | 4-6, 5-7          |
| Victoire  | 03/01/2022 | Bendigo International, Bendigo                 | 58 320 $    | Daniel Masur             | Enzo Couacaud Blaž Rola               | 7-62, 6-4         |
| Victoire  | 28/02/2022 | Torino Challenger, Turin                       | 45 730 €    | Daniel Masur             | Sander Arends David Pel               | 3-6, 6-3, [10-8]  |
| Victoire  | 28/03/2022 | Challenger Banca stato Città di Lugano, Lugano | 45 730 €    | Daniel Masur             | Jérôme Kym Leandro Riedi              | 6-4, 65-7, [10-7] |

## Classements ATP en fin de saison
| Année          | 2005 | 2006 | 2007 | 2008 | 2009 | 2010 | 2011 | 2012 | 2013 | 2014 | 2015 | 2016 | 2017 | 2018 |
| Rang en simple | -    | -    | 470  | 242  | 185  | 178  | 160  | 111  | 148  | 176  | 109  | 167  | 118  | 119  |
| Rang en double | 1366 | 1082 | 572  | 279  | 304  | 237  | 262  | 151  | 359  | 163  | 162  | 337  | 272  | 426  |

Source : (en) Classements de Ruben Bemelmans sur le site officiel de la Fédération internationale de tennis

## Records et Statistiques

### Ses trois meilleures victoires en simple par saison
| 2006 1. Vjekoslav Skenderović - 495e - 6-3, 6-4 2. Zlatan Kadrić - 1422e - 6-4, 6-4 3. Tomer Hodorov - NR - 6-2, 6-2 | 2007 1. Fred Hemmes - 364e - 6-1, 6-4 2. Niels Desein - 372e - 6-3, 6-3 3. Dawid Olejniczak - 428e - 65-7, 6-3, 6-3 | 2008 1. Serhiy Stakhovsky - 88e - 6-4, 7-65 2. Bobby Reynolds - 95e - 4-6, 6-1, 7-65 3. Stéphane Bohli - 136e - 3-6, 6-3, 7-63 | 2009 1. Pablo Andújar - 98e - 6-3, 6-2 2. Daniel Brands - 122e - 6-3, 7-63 3. Marinko Matosevic - 168e - 6-3, ab. |

| 2010 1. Lukáš Lacko - 65e - 3-6, 7-62, 6-3 2. Blaž Kavčič - 109e - 7-66, 6-2 3. Simone Bolelli - 114e - 7-63, 6-3 | 2011 1. P. Petzschner - 61e- 1-6, 6-3, 6-4 2. Martin Kližan - 88e - 7-5, 6-2 3. Denis Gremelmayr - 97e - 6-4, 6-2 | 2012 1. Carlos Berlocq - 37e - 7-5, 64-7, 6-3, 7-62 2. Malek Jaziri - 73e - 6-4, 1-6, 6-3 3. Roberto Bautista-Agut - 82e- 7-65, 6-3 | 2013 1. Philipp Kohlschreiber - 24e- 4-6, 6-1, 7-60 2. Leonardo Mayer - 78e - 7-62, 1-0 ab. 3. Dudi Sela - 85e - 7-5, 3-6, 6-0, 6-4 |

| 2014 1. Thomaz Bellucci - 91e - 4-6, 6-3, 4-2 ab. 2. Andreas Haider-Maurer - 94e - 6-4, 7-5 3. Nicolas Mahut - 105e - 6-3, 6-4 | 2015 1. Jack Sock - 28e - 4-6, 4-6, 6-3, 2-1 ab. 2. Gilles Müller - 44e - 6-4, 1-6, 6-4, 6-4 3. Albert Ramos-Viñolas - 58e - 7-62, 1-6, 6-3 | 2016 1. João Sousa - 33e - 6-4, 3-6, 6-4 2. Illya Marchenko - 49e - 6-0, 6-4 3. Jan-Lennard Struff - 108e - 6-4, 65-7, 6-3 | 2017 1. Nick Kyrgios - 20e - 63-7, 6-3, 6-3 2. Mischa Zverev - 35e - 7-5, 6-1 3. D. Medvedev - 49e - 6-4, 6-2, 3-6, 2-6, 6-3 |

| 2018 1. Lucas Pouille - 18e - 6-4, 6-4, 64-7, 7-66 2. Steve Johnson - 42e - 7-5, 6-3, 4-6, 60-7, 8-6 3. Márton Fucsovics - 63e - 6-4, 4-6, 7-65, 6-3 | 2019 1. Yannick Maden - 99e - 4-6, 6-3, 6-4 2. Evgeny Donskoy - 116e - 6-1, 3-6, 6-3 3. Elias Ymer - 118e - 6-3, 64-7, 6-4 |  |  |